# Longtan-dammen
Longtan-dammen (förenklad kinesiska: 龙滩大坝; traditionell kinesiska: 龍灘大壩; pinyin: Lóngtān Dàbà) är en dammbyggnad vid Hongshuifloden i häradet Tian'e, Guangxi, i södra Kina. Hongshui är en biflod till Xifloden och Pärlfloden.
Anläggningen är 216.2 meter hög och 849 meter lång vilket gör den till den högsta i sitt slag i världen. Longtan-dammen är avsedd för elproduktion genom vattenkraft, reglering av floden och navigation. 
Byggnationen påbörjades 2001 och färdigställdes 2009. Kapaciteten i kraftverket ligger på 6426 MW, medan den årliga produktionen uppgår till omkring 18,7 TWh. Det gör Longtan-dammen till ett av världens största kraftverk.    